# 渠沟镇 (固安县)
渠沟镇，原为渠沟乡，是中华人民共和国河北省廊坊市固安县下辖的一个乡镇级行政单位。2021年12月30日，撤乡设镇。

## 行政区划
渠沟镇下辖以下地区：
孔庄村、南黄垡一村、南黄垡二村、南黄垡三村、中黄垡村、北黄垡东村、北黄垡西村、周家务村、东辛庄村、西辛庄一村、西辛庄二村、西辛庄三村、大王马东村、大王马西村、小王马村、白得碾村、小冯村、闫家务村、褚家营村、曲沟东村、曲沟西村和北罗垡村。